# Carme Pigem

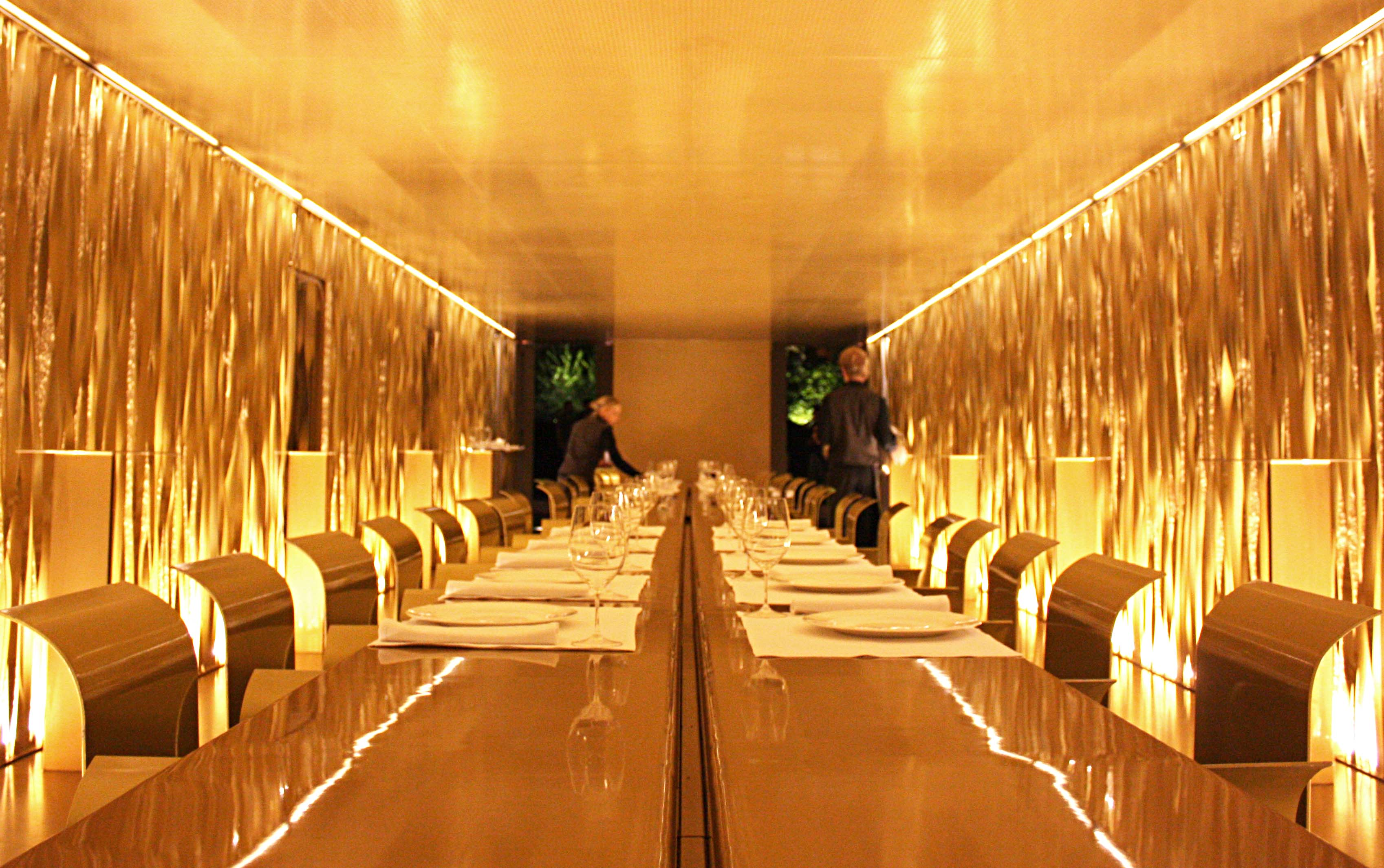
Restaurante "Les Cols".

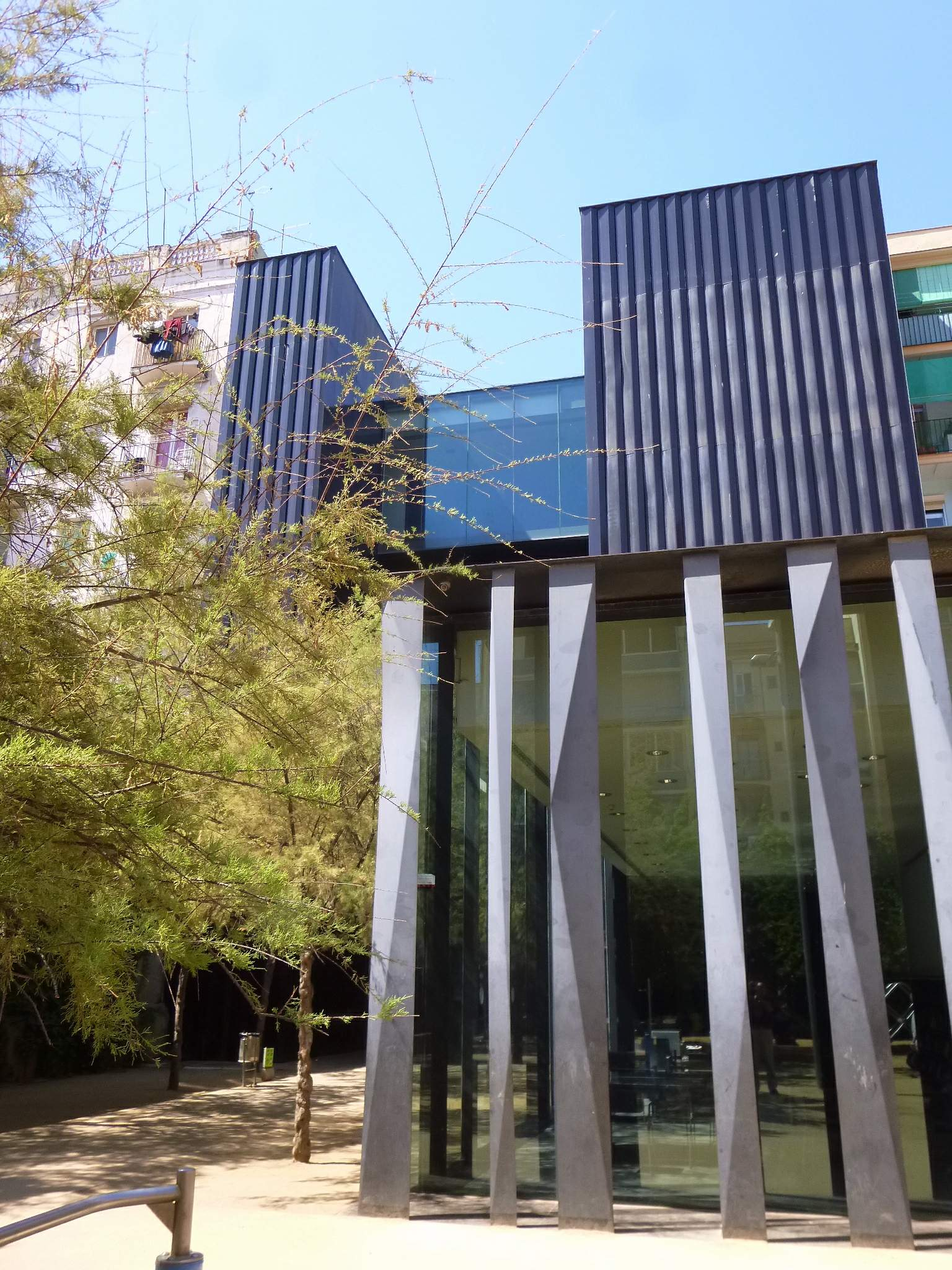
Biblioteca Sant Antoni-Joan Oliver, Barcelona

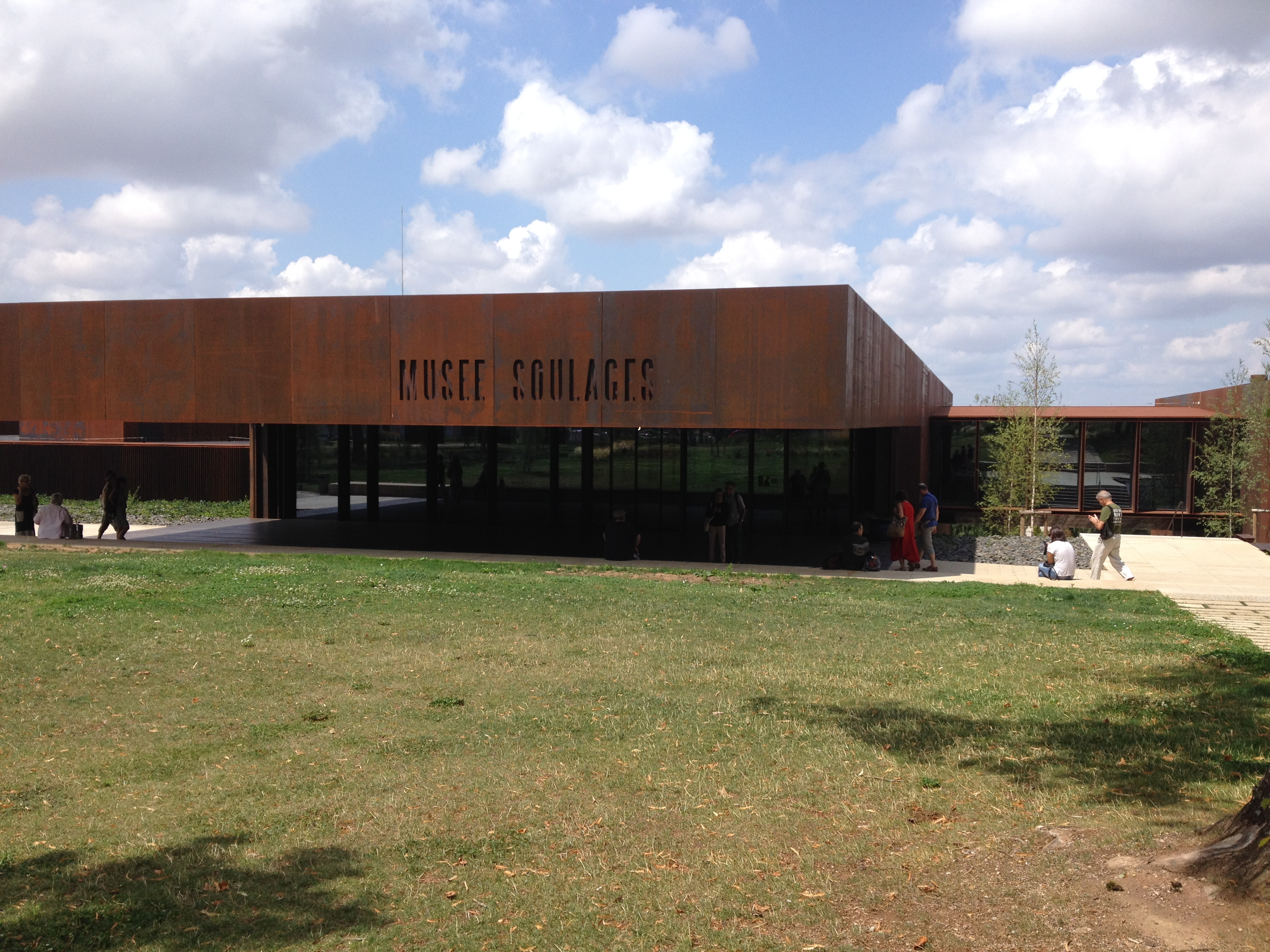
Museo Soulages

Carme Pigem Barceló (Olot, 18 de abril de 1962) es una arquitecta española, que forma parte del estudio de arquitectura RCR Arquitectes, junto a Ramón Vilalta y Rafael Aranda.

## Biografía
Entre 1977 y 1979 cursa en la Escuela de Bellas Artes de Olot, y en 1987 obtiene el título de Arquitecta por la ETSA Vallés. En 1987 funda el estudio RCR Arquitectes junto a Ramón Vilalta y Rafael Aranda.

## Trayectoria
En lugar de trasladarse a la efervescente Barcelona que preparaba los Juegos Olímpicos de 1992, deciden instalarse en su ciudad natal de Olot, en medio de la comarca catalana de La Garrocha. De hecho, en 1989 son nombrados arquitectos asesores del Parque natural de la Zona Volcánica de la Garrocha. Gran parte del carácter de su obra está marcado por la singular interrelación que establece con el paisaje de esta tierra, como el estadio de atletismo (Olot, 1999-2011) inmerso en el bosque, el Parque de la Piedra Tosca (Las Presas, 2004), que recupera el trabajo de parcelación agrícola en los cráteres volcánicos, o las bodegas Bell-lloc (Palamós 2005-2007), enterradas entre viñedos. También el paso del tiempo se incorpora a la arquitectura, mediante el uso de materiales que envejecen como el acero corten o a través del tratamiento de la luz cambiante a la largo del día. En algunas obras esta relación con la naturaleza se materializa por su carácter de umbral, de espacio intermedio entre lo natural y lo artificial, como el pabellón de la pista de atletismo (Olot, 2009-2012), el pabellón de acceso a la Fageda d’en Jordà (Olot, 1993-1994), el pabellón del baño (Olot, 1995-1998) o el espacio cultural en Riudaura (1994-1999). El mismo carácter de umbral hacia el paisaje se traslada a gran parte de su obra doméstica, construida gracias a la complicidad de clientes locales en principio ajenos a la arquitectura de autor, como la casa Mirador (1997-1999), la casa para un herrero y una peluquera (1999-2000), la casa M-Lidia (Montagut y Oix, 2005) o la casa para un carpintero (2003-2007) . También parten de la idea de umbral obras posteriores en entornos más urbanos, la biblioteca Sant Antoni-Joan Oliver (2002-2005), entre el interior y el exterior de una manzana del Ensanche de Barcelona, o el Espacio público Teatre La Lira (2003-2011), que da acceso al centro histórico de Ripoll. En otras obras la relación con el paisaje se basa en una voluntad de integración entre interior y exterior que conduce a la práctica desmaterialización de la arquitectura. Esto se logra de forma prácticamente literal en los pabellones del restaurante Les Cols (2002-2005) y posteriormente en la carpa para el mismo restaurante (2007-2011). Este juego con las transparencias, la luz y las veladuras es una parte fundamental en su obra, como demuestran los vidrios traslucidos de la guardería Els colors (Manlleu, 2002-2006) o las lamas metálicas del pabellón del estanque (Llagostera 2003-2008).
Según Carme Pigem, la arquitectura de RCR busca lo esencial de cada programa, cuestionando los tipos establecidos y abordando cada proyecto desde cero. Entre sus influencias cita la arquitectura tradicional japonesa, que conocieron en un viaje iniciático a resultas de un concurso en 1989, pero también registros en principio distintos a la arquitectura como la escultura de Jorge de Oteiza, el landart de Richard Serra o el minimal de Donald Judd. Algunas de sus herramientas de trabajo también circulan en ese espacio entre la arquitectura y las artes plásticas. Como herramientas de proyecto y forma de comunicación entre el equipo utilizan unos característicos esbozos en aguatinta y las composiciones constructivas que llaman exfoliaciones.

## Actividad académica
Entre 1992 y 1999 trabaja como profesora de Proyectos Arquitectónicos en la ETSA Vallés, siendo miembro del Tribunal de Proyectos Fin de Carrera de esa misma escuela de 1995 a 2004. De 1997 a 2003 es profesora de Proyectos Arquitectónicos en la ETSAB, siendo miembro del Tribunal de Proyectos Fin de Carrera de esa misma escuela en 2003. Desde 2005 es Profesora invitada en el Departamento de Arquitectura del Instituto de Tecnología de Zúrich (ETHZ), Suiza.
Desde el año 2012 todos los veranos organizan un Workshop sobre Arquitectura y Paisaje en el que participan estudiantes y profesionales de la arquitectura de todo el mundo en su propio estudio, el Espacio Barberí (Olot, 2008-2012) una antigua fundición de campanas restaurada como espacio de trabajo y reflexión.

## Premios y reconocimientos
RCR Arquitectes son Miembros de Honor del Real Instituto de Arquitectos Británicos (2012), del American Institute of Architects (2010), Chevaliers de la Orden de las Artes y las Letras (2008) y Premio Nacional de Arquitectura y Espacio Público de la Generalidad de Cataluña (2005). Su obra ha sido expuesta en París, Chicago, Venecia, Nueva York y Tokio. En 2006 el proyecto de la Casa Horizonte (Vall de Vianya 2003-2007) se mostró en el MoMA de Nueva York, en la exposición On Site: New Architecture in Spain. Durante 2015 el trabajo de RCR ha sido expuesto en dos exposiciones en Barcelona: RCR Arquitectes – Creativitat compartida en el Palacio Robert, comisariada por Josep Maria Montaner, que repasa sus 25 años de trayectoria, y RCR Arquitectes – Papers en el Espai d’Art Santa Mònica, comisariada por Isaki Lacuesta y Manuel Guerrero, en la que sus bocetos en acuarela se funden con imágenes de la arquitectura construida y habitada.
En 2017 recibe el Premio Pritzker junto a sus socios de RCR.
| Predecesor: Alejandro Aravena | Premio Pritzker 2017 Junto a Ramón Vilalta y Rafael Aranda bajo la firma RCR Arquitectos | Sucesor: Balkrishna Doshi |